# 彩興路
彩興路（英語：Choi Hing Road），是一條位於香港九龍觀塘區平山的兩線雙向行車道路。該路由彩興路與彩石里及彩石道交界起，經過彩榮路交界、彩興里交界、聖言中學、聖若瑟英文中學，終點盡頭位於聖若瑟英文中學山頭對上迴旋處，全長約1050米。

## 概要
現在的彩興路一帶被規劃為學校區，惟此設計與規劃初期的彩興路一帶有很明顯的出入，最初彩興路一帶被規劃為一處交通交匯處，車輛由新清水灣道及清水灣道駛向牛池灣方向時，可以經由架空天橋進入彩興路一帶，然後可以選擇向左返回新清水灣道或者向右駛向彩虹交匯處。另一方面，在彩虹交匯處近坪石邨黃石樓對出的位置亦有架空天橋使車輛可以經彩興路一帶駛向新清水灣道。
2009年11月13日，彩德邨的新路啟用後，車輛由新清水灣道駛向牛池灣方向時，可以選擇在彩興里交界左轉入彩興路，經由彩榮路及彩霞道進入佐敦谷，或者沿著彩興路及彩石里返回觀塘道而無需要駕駛經過彩虹交匯處。
另外，與彩榮路的情況一樣，於2007年11月9日刊憲的彩興路只包含彩興路與彩石里及彩石道交界起，彩興路與彩興里交界處止的一段，並未包括彩興路與彩興里交界處以後一段連接兩間中學的已經建成的街道，有關部門卻同時在以上街道一同豎立「彩興路」的路牌，並且在地理資訊地圖把上述路段同樣標示為「彩興路」，相信上述街道已經合併入彩興路當中。
2013年，香港政府建議將原定為興建中學用途的彩興路一幅面積達8,700平方米的土地更劃為中密度純住宅用途，最高地積比率為5倍。房屋署提出建三幢樓高30多層的居屋彩興苑，提供約1358伙單位，於2017年出售，2019年4月16日入伙。

## 彩興里
彩興里（英語：Choi Hing Lane），是一條位於香港九龍觀塘區平山的兩線雙向行車道路。該路主要連接新清水灣道至彩興路，使車輛可以更為方便地駛入平山。

## 連接的道路
- 彩石里
- 彩石道
- 彩榮路
- 彩興里
- 新清水灣道

## 相關
- 平山
- 新清水灣道

## 圖片集

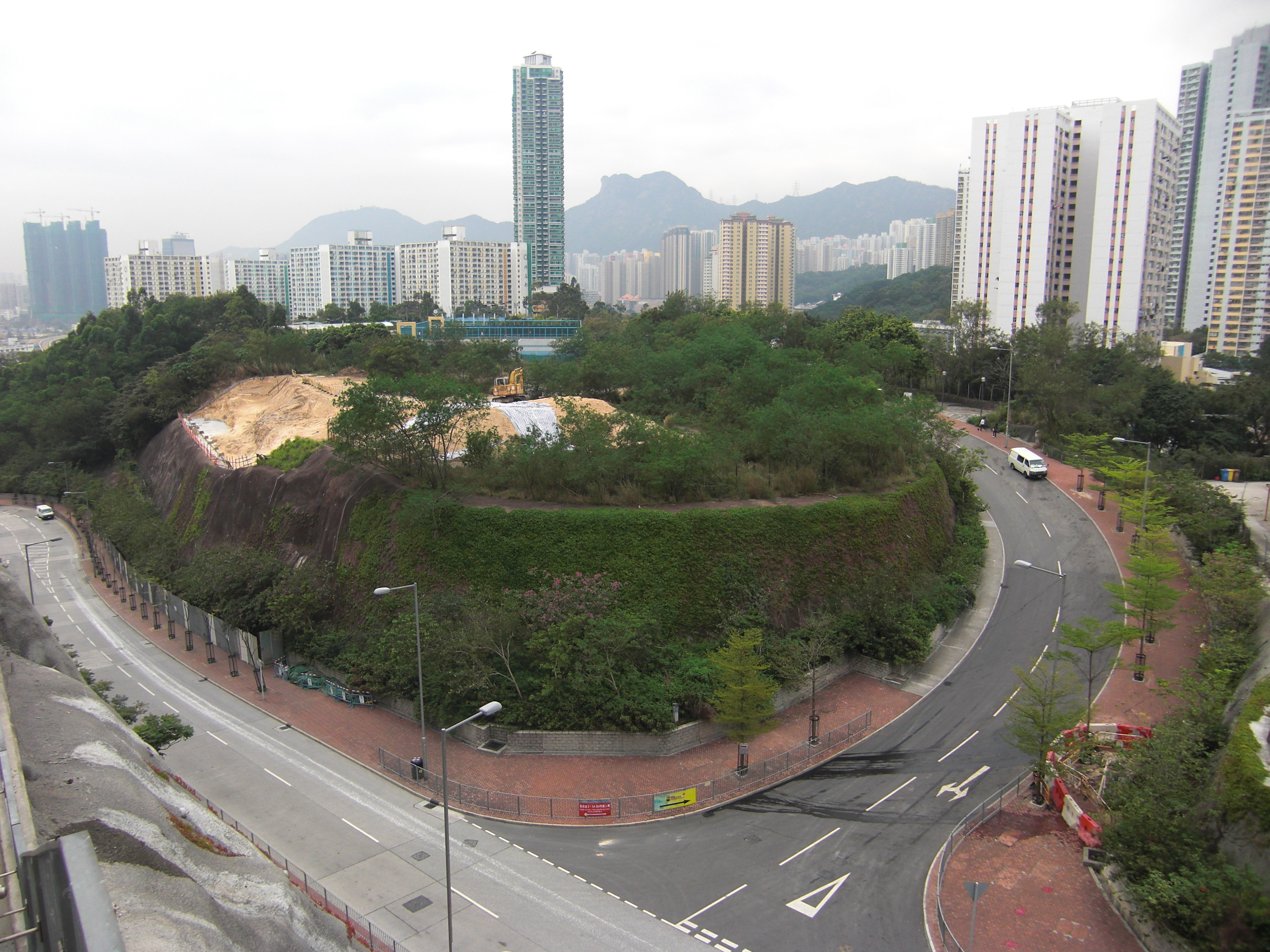
坪石遊樂場通道一景（2010年3月）
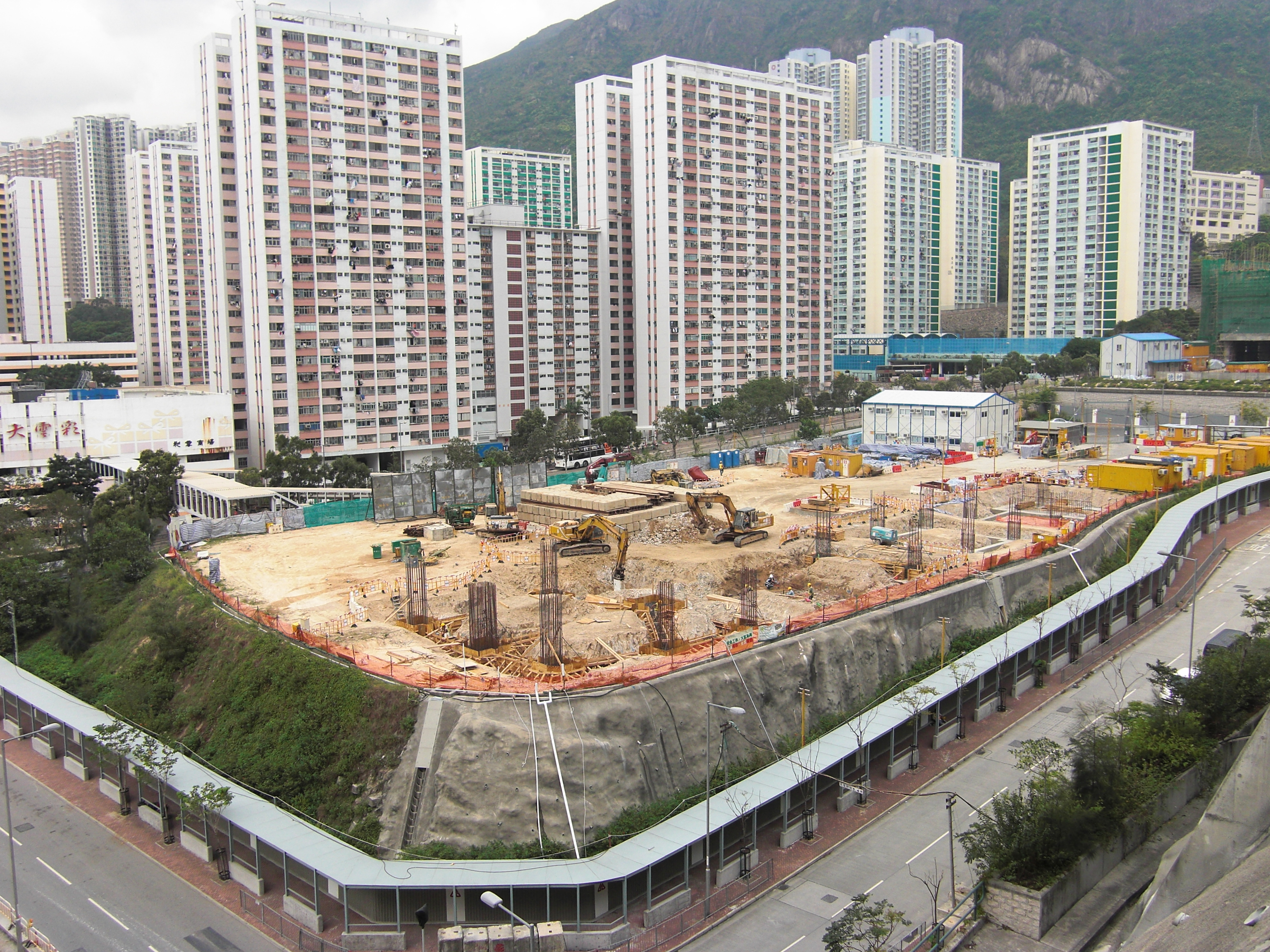
彩興里旁興建中的聖言中學新校舍（2010年3月）
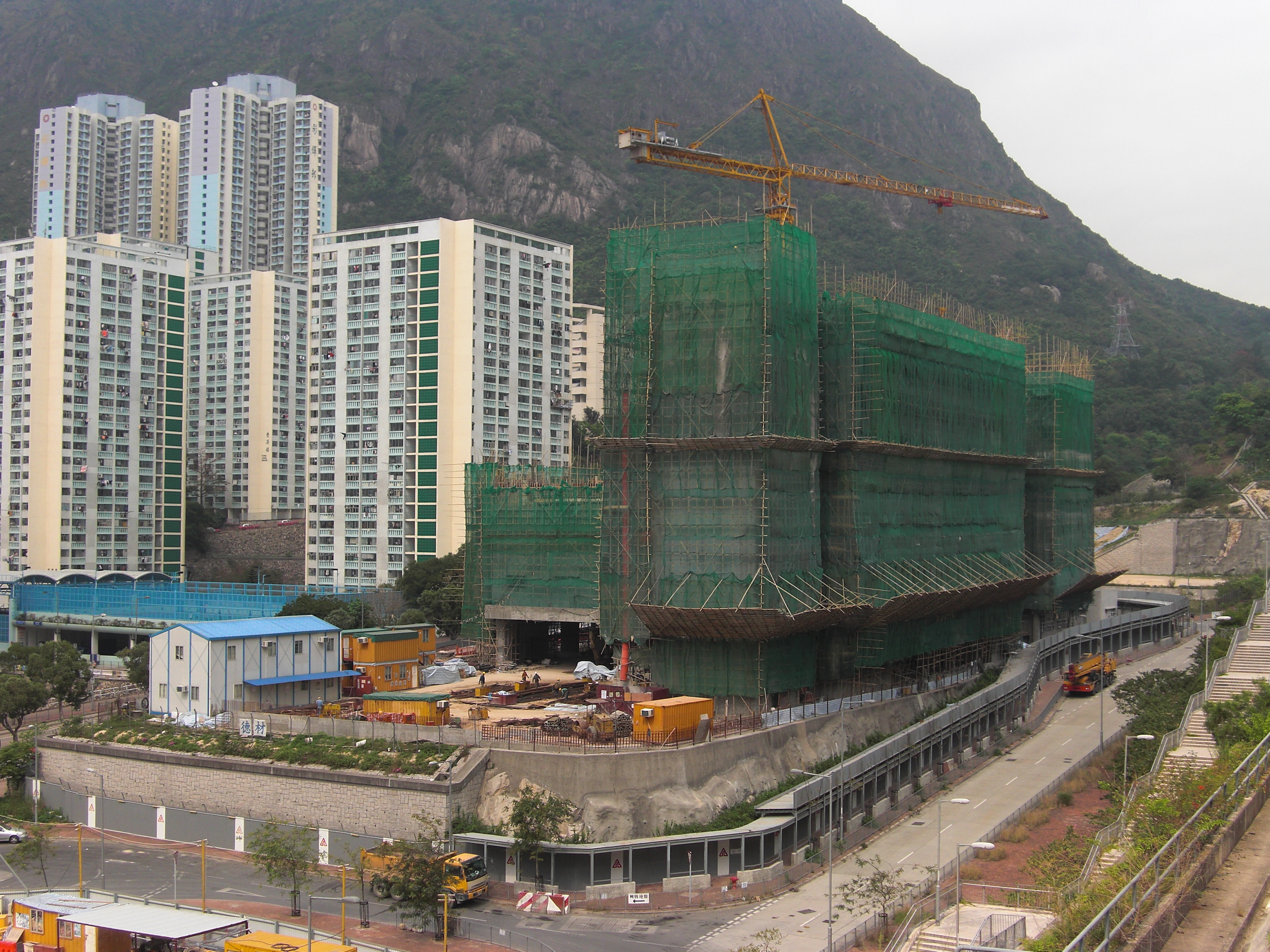
彩興路旁興建中的聖若瑟英文中學新校舍（2010年3月）
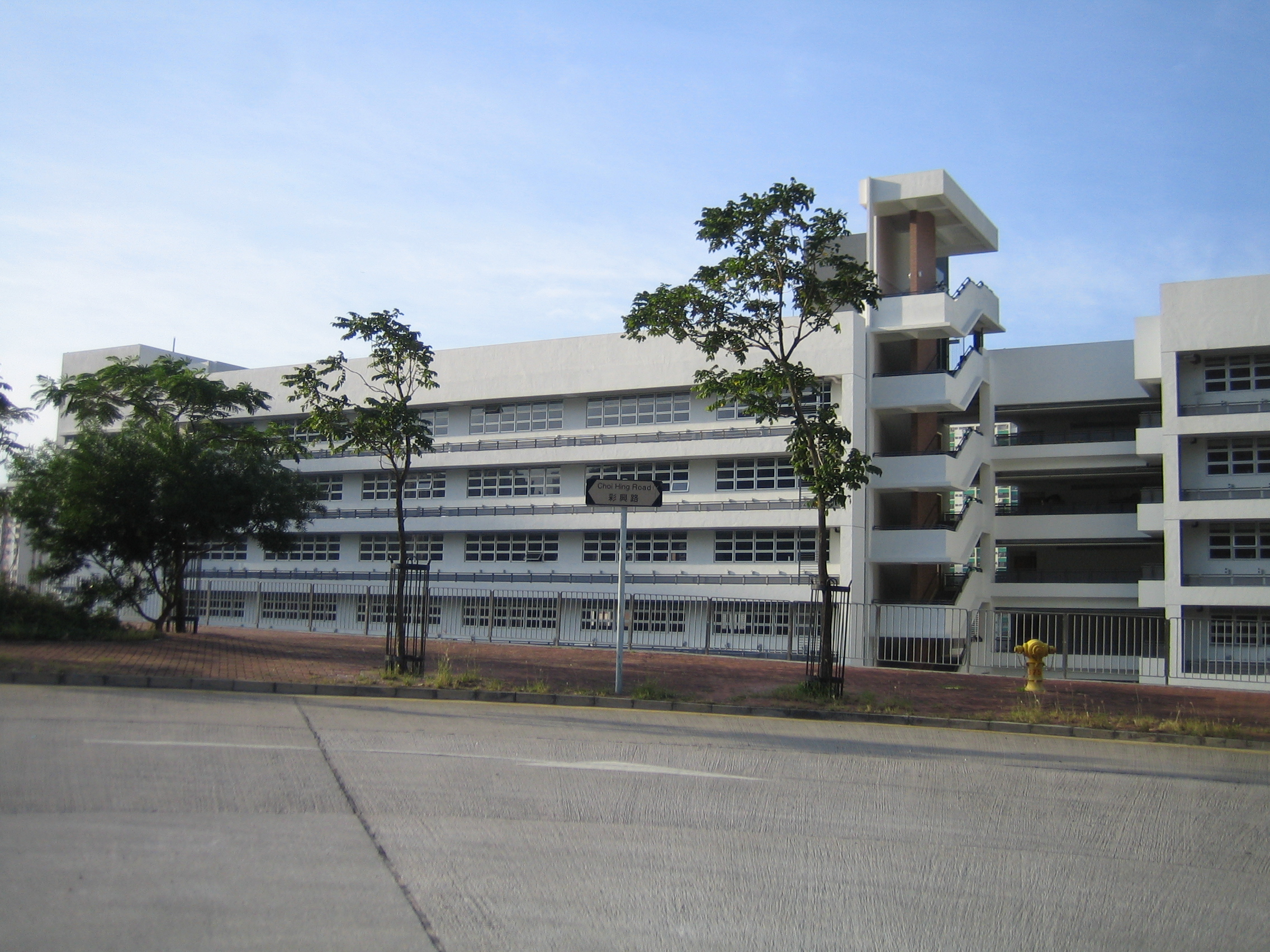
彩興路迴旋處盡頭，可見到聖若瑟英文中學新校舍 （2010年11月）